# Maria Laura Bettencourt Pires
Maria Laura Bettencourt Pires é uma professora catedrática portuguesa especializada em Estudos Ingleses e Americanos, área na qual foi pioneira, leccionando na Faculdade de Ciências Humanas da Universidade Católica Portuguesa. Doutorou-se em Estudos Anglo-Portugueses, na especialidade de Cultura Inglesa, na Universidade Nova de Lisboa. Tem desenvolvido a sua actividade científica e pedagógica nas áreas de Cultura Inglesa, Cultura Americana e Teoria da Cultura, tendo exercido funções na Faculdade de Ciências Sociais e Humanas e na Universidade Aberta assim como nas universidades americanas de Georgetown (Fulbright Scholar) e Brown (Gulbenkian Fellow).
Na década de 1980, desenvolveu importantes trabalhos na área da Crítica da Literatura Infantil.
Entre as suas publicações contam-se Teorias da Cultura (2004), Ensaios-Notas e Reflexões (2000), Sociedade e Cultura Norte-Americanas (1996), William Beckford e Portugal (1987), História da Literatura Infantil Portuguesa (1982), Portugal Visto pelos Ingleses (1980), Walter Scott e o Romantismo Português (1979).
Em 2005 foi publicada em sua homenagem a obra "Viagens pela palavra: miscelânea de homenagem a Maria Laura Bettencourt Pires", dirigida por Mário Avelar.